# Thereva brevicornis
Thereva brevicornis är en tvåvingeart som beskrevs av Friedrich Hermann Loew 1847. Thereva brevicornis ingår i släktet Thereva och familjen stilettflugor. Inga underarter finns listade i Catalogue of Life.